# Kongra Star
Kongra Star (en català Estrella del Congrés), fundada l'any 2005 amb el nom de Yekîtiya Star (kurd per Star Union of Women), és una confederació d'organitzacions de dones a Rojava, Síria. El nom d'Estrella "es refereix a l'antiga deessa mesopotàmica Ishtar, i avui en dia el nom també fa referència a les estrelles celestes".  La confederació ha estat fonamental en els avenços significatius realitzats en les relacions de gènere a la regió. El seu treball es basa en l'afirmació que "sense l'alliberament de les dones, una societat realment lliure és impossible". Un dels seus membres fundadors és Ilham Ahmed, antiga copresidenta del Consell Democràtic de Síria.

## Principis fundacionals
Els quatre principis fundacionals de Kongreya Star són els següents:
1. "Star Congress es basa en la unió voluntària d'organitzacions democràtiques, institucions i personatges democràtics. És una organització confederal de dones que s'organitza en forma de comuns, assemblees, acadèmies, cooperatives, fundacions, associacions, partits, etc.".[4]
2. "Cada organització, sindicat o comitè que s'hi adhereix protegeix la seva identitat. S'incorpora a Star Congress basant-se en principis de dependència mútua. L'organització funciona segons els principis de la democràcia radical".[4]
3. "Star Congress s'encarrega de la coordinació, implementació i supervisió de les decisions i polítiques de diferents institucions, organitzacions i assemblees cantonals".[4]
4. "Kongreya Star és flexible i abraça la diversitat i la participació democràtica".[4]

## El Congrés de Kongra Star
El Congrés de Kongreya Star és un esdeveniment de capçalera cada dos anys en el qual totes les organitzacions i grups del moviment paraigua de Kongreya Star es reuneixen per reflexionar sobre la feina feta en el passat així com els objectius per al futur. Cada congrés ha adoptat la decisió de lluitar per la llibertat del líder Abdullah Öcalan, el confederalisme democràtic del qual s'ha convertit en el principi rector de Rojava i del moviment Kongreya Star.

### Història dels Congressos (2005–2016)
El Primer Congrés es va celebrar el 15 de gener de 2005. A causa del caràcter clandestí de la trobada, hi van assistir només unes poques dones. En aquest congrés es va proclamar la creació de Yekîtiya Star. Les participants van iniciar contactes amb altres grups activistes per començar a abordar l'opressió de les dones a Síria.
El Segon Congrés va tenir lloc del 9 al 10 de juliol de 2007. 61 dones van ser presents a la conferència. El Congrés va decidir expandir el moviment i implicar més dones en l'organització, però el règim Baas va fer arrestar les dones revolucionàries.
El Tercer Congrés va tenir lloc el 6 de desembre de 2009, amb 81 dones assistents a l'acte. El Congrés es va celebrar amb el lema "no som l'honor de ningú, el nostre honor és la nostra llibertat", per tal de donar a conèixer el "nombre de dones i nenes assassinades en nom de l'honor de la família". Els principals punts de discussió del Tercer Congrés van ser com aturar la propagació de la prostitució i les drogues, entre altres opressions a les quals s'enfronten les dones.
El Quart Congrés es va celebrar el 29 de juliol de 2011 i fins al 30 de juliol de 2011 a Afrin. Sota el lema "Per augmentar el ritme de la lluita per l'alliberament de les dones i construir una autoadministració democràtica", cent dones, en representació d'organitzacions de dones del Kurdistan occidental i Síria, van estar presents a la conferència. Entenent la importància de l'autoadministració, el Congrés va decidir crear assemblees i comuns, així com escollir un òrgan de 31 membres que serviria de coordinació de Rojava.
El Cinquè Congrés va tenir lloc l'abril de 2013. Un total de 251 dones van assistir a la jornada que es va celebrar sota el lema "Perquè les dones no es quedin fora de l'organització".
El Sisè Congrés es va celebrar del 25 al 26 de febrer de 2016, amb el lema general de "Construir una nació democràtica amb el color de les dones". Amb més de 250 dones assistents, el Congrés va decidir canviar el seu nom de Yekîtiya Star pel seu actual nom de Kongreya Star (Star Congress).

## Comunes
Els barris i pobles de Rojava s'organitzen en comuns de set a dues-centes persones; anteriorment, aquestes comunes formaven els cantons d'⁣Afrîn, Kobanê i Cizîre. Aquestes comunes s'organitzen en dues xarxes: les dirigides per Tev-Dem, que estan formades per homes i dones, i les comunes de dones, que són la base de Kongreya Star.

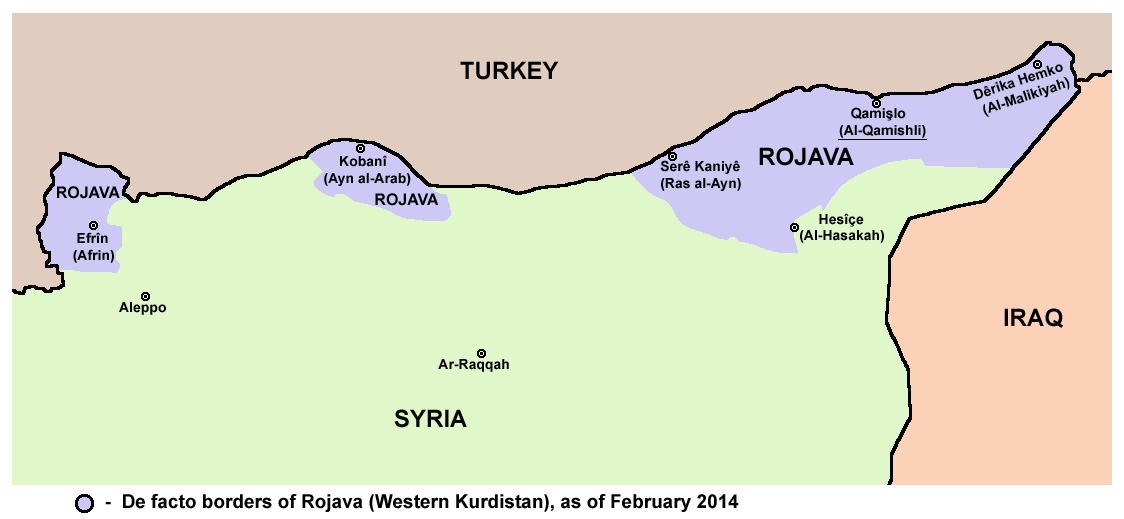
Un mapa de Rojava, el febrer de 2014.

Dins dels municipis de dones, s'anima a les dones a compartir les seves opinions i a ser membres actius de la societat, sovint per primera vegada a la seva vida. Les dones tenen una alta taxa de participació en els municipis, amb una mitjana que oscil·la entre el 50 i el 70%, amb algunes arribant al 100%.

### Comités
Hi ha cinc tipus diferents de comitès presents a cada municipi.

#### Comissions d'Educació
Un dels objectius principals de Kongreya Star és supervisar els comitès d'educació dins les comunes de dones. El comitè d'educació té la càrrega de proporcionar formació pràctica i ideològica a tots els membres de la comuna. Tot i que tenen cursos empírics, com ara classes d'idiomes, els seus focus principals són l'ensenyament dels ideals del confederalisme democràtic. El comitè compta amb cinc departaments enfocats a la investigació, la formació d'educadors que poden impartir cursos amb les seves respectives conferències per a les dones.

#### Comitès de Salut
El comitè de salut municipal s'encarrega de coordinar els serveis de salut regionals amb els municipis. També proporciona formació en primers auxilis, medicina natural i atenció prenatal. Recentment, especialment als municipis liderats per dones, s'han establert diversos centres sanitaris dedicats a l'atenció de les dones.

#### Comitès d'Economia
Les comissions d'economia s'encarreguen de donar suport a les cooperatives del municipi, especialment aquelles que requereixen l'ús de les terres agrícoles comunes.

#### Comitès de resolució de problemes
Les comissions de resolució de problemes s'encarreguen de la mediació dels conflictes dins dels municipis, siguin veïnals o familiars. Dins dels municipis de dones, els comitès de resolució de problemes col·laboren estretament amb la Casa de les Dones, un institut que es pot trobar a cada poble, que es dedica a la "solució avançada de conflictes i assistència jurídica a les dones en tota mena de conflictes, inclosa la violència domèstica".

#### Comitès d'Autodefensa
Els comitès d'autodefensa estan organitzats a escala comunal per les Unitats de Protecció Popular (HPC). Aquests comitès estan formats per homes i dones que han rebut formació especialitzada en defensa. Es coordinen amb les forces de seguretat locals i són responsables de la seguretat del barri en moments de conflicte.

## Educació
Els comitès educatius, sota la supervisió de Kongreya Star, tenen la tasca de coordinar la formació de les dones a les comunes i a l’Acadèmia Star. Aquests comitès persegueixen tres objectius principals: fomentar l'educació de les dones, promoure els temes relacionats amb les dones a tota la societat i transformar les estructures educatives tradicionals. Un dels eixos centrals de la seva acció és la iniciativa de "recuperar la saviesa ancestral de les dones per erradicar les actituds patriarcals que afecten tant homes com dones".
Kongreya Star sosté que una educació adequada permetrà a les dones no només començar a desmantellar les estructures de poder dominades pels homes, sinó també assumir un rol més actiu en la societat. Segons aquesta organització, "l’emancipació només es pot assolir quan una persona entén qui és i coneix la seva pròpia història". Per això, ofereixen una educació centrada en la comprensió del passat i dels conflictes culturals, considerant-la essencial per avançar en l’alliberament de les dones.

### Principis educatius
Els objectius educatius de Kongreya Star se centren en la comprensió i el desmantellament de les estructures i institucions de poder actuals. A les classes es posa èmfasi en l'ensenyament de com van sorgir aquests sistemes de domini i com es van configurar les societats anteriors, especialment durant el Neolític, el Mesolític i el Paleolític. Kongreya Star creu que "les societats que existien abans que predominessin els sistemes patriarcals i jeràrquics estaven centrades en les dones". El moviment no només pretén incloure les dones en el marc tradicional del coneixement, sinó també reexaminar i remodelar aquests marcs, qüestionant-ne el lloc en la societat i desmuntant ideologies poderoses. Per exemple, sovint busquen maneres alternatives d'entendre el desenvolupament del llenguatge, com centrar-se en la importància de la història oral i els efectes de les dones cantant i parlant amb els seus fills des del naixement.

En els cursos, s'anima als participants a seguir la seva curiositat natural. Destaquen el principi que la llibertat i l'educació formen part de processos col·lectius, no individuals. Les classes en si es basen en debats i els professors donen suport a l'autoreflexió. Un altre objectiu important de l'educació Kongreya Star és la reeducació dels homes i el desaprenentatge del patriarcat. Tant els homes com les dones han d'entendre que a mesura que les dones prenen un paper més important a la societat, els rols dels homes hauran de canviar per tal d'acomodar aquesta transformació. A més, prediquen l'educació com a mètode d'autodefensa. Segons Kongreya Star, aquells que coneixen la història, la política, la llengua, etc. de la seva cultura, estan millor equipats per defensar-se del domini i utilitzar la seva educació com a arma contra el capitalisme.
"Hem de canviar la mentalitat capitalista, que és una mentalitat patriarcal, que busca treure profit de tot. Però no podem permetre que la dona s'independitzi de l'home posant-se en una posició d'explotació [de feina]. No es tracta de integrar-la en un sistema capitalista a través del treball, es tracta de construir un nou sistema econòmic”. — Arin Khalil, Comitè d'Economia de la Dona a Qamishlo

#### Jineologia
Jineologia (' la ciència de la dona' en kurd) és un tipus d'estudi acadèmic que se centra en l'epistemologia feminista i el reaprenentatge de la ciència, que normalment s'escriu i s'ensenya des d'un punt de vista masculí. En l'àmbit local, la jineologia s'imparteix a "centres de recerca, institucions i acadèmies", mitjançant "la realització d'investigacions, el desenvolupament d'idees i l'execució de seminaris i programes de formació". La jineologia segueix la creença del polític i intel·lectual kurd Abdullah Öcalan, que no pot haver-hi un Kurdistan lliure, ni cap societat lliure, sense la llibertat de les dones.

### El Comitè de Formació del Star Congress
El Comitè de Formació del Star Congress es va establir l'1 de gener de 2016 al cantó de Jazira. Té centres educatius a Hassakah, Qamishli, Afrîn i Kobani. El comitè té l'objectiu de crear subcomitès a cada comuna, així com formar dones en aquests subcomitès per educar encara més les dones locals. El comitè instrueix kurds, àrabs, turcomanos, txetxens i altres.
La comissió es divideix en cinc eixos:

#### Departament de Cursos
El Departament d'Investigació se centra a analitzar els conflictes que s'enfronten al nord de Síria, especialment els conflictes als quals s'enfronten les dones. Mitjançant una sèrie de qüestionaris, es recullen dades que es resumeixen en un informe i es distribueixen per tota la regió mitjançant taules i conferències.

#### Departament de Formació de Formadors
Amb l'objectiu de formar instructors, el Departament d'Educació de Formadors "defineix els fonaments de la formació, prepara objectius, presenta fets i ofereix un repte intel·lectual efectiu perquè els formadors puguin aprendre a educar els altres de manera eficaç i aconseguir millors resultats".
El departament de cursos té dues tasques principals. El primer és oferir cursos de formació per a les dones amb l'objectiu de donar suport als esforços de les dones, desenvolupar la seva experiència acadèmica, identificar els punts forts i febles i millorar el seu paper polític i social en la societat. La segona tasca del departament és “educar les dones rurals mitjançant programes de formació dissenyats per cobrir les seves necessitats”. Amb l'objectiu d'augmentar l'activitat social i familiar, aquestes dones són visitades a casa seva i s'hi imparteixen conferències sobre "temes com la planificació familiar, la cura dels fills, la protecció de les dones contra malalties com el càncer de mama, la salut reproductiva, les malalties infantils, l'apoderament econòmic, etc. igualtat entre homes i dones, alfabetització i matrimoni de menors".

#### Departament de Patrimoni Comunitari
Aquest departament s'encarrega de fer una crònica dels talents pràctics de les dones, com ara "fer medicaments, fer catifes, contar contes i música; així com arxivar paraules, refranys i històries que representen la història i la cultura de tots els pobles de la regió".

#### Departament de Conferències
Aquest departament s'encarrega d'elaborar els materials de formació acadèmica, com ara conferències i pòsters, per als professors i la comissió de formació. El departament prepara conferències sobre "cultura, drets humans, salut, empoderament social i econòmic, gestió, igualtat de gènere, lideratge femení, psicologia de la dona, com criar els fills, matrimoni infantil, com utilitzar Internet, valors comunitaris, higiene" i més.

## La Comissió d'Economia Participativa de les Dones
Kongra Star creu que les dones haurien d'ocupar un lloc destacat en l'economia i la indústria agrícola a causa dels seus antics papers històrics i naturals com a cuidadores i recol·lectores, en què les dones eren idolatrades i de vegades comparades amb deesses com Ashtar o Inana. Tanmateix, amb el temps, el masclisme va tenir un paper més fort a la societat i les dones van ser explotades econòmicament pel patriarcat i van perdre el seu paper en l'economia. Durant i després de la revolució de Rojava, va ser important que les dones recuperessin el seu paper en el desenvolupament econòmic de la regió.
El maig de 2017 va tenir lloc la primera Jornada Econòmica de la Dona, amb la presència de 50 delegats. La conferència va determinar com a objectius els següents:
- Establir acadèmies econòmiques de dones.
- Establir botigues especials per vendre productes de dona.
- Desenvolupar projectes agrícoles i de cria d'animals de manera creativa com a model de participació econòmica de les dones a l'Orient Mitjà.
- Reforçar els projectes i associacions de dones.
- Garantir el progrés i el desenvolupament de les dones en els àmbits industrials i comercials.[11]

### Objectius del Comitè Econòmic de la Dona
El Comitè Econòmic de la Dona es va crear l'any 2015 "per tal de crear una economia social democràtica" per a les dones i el nord de Síria, amb l'objectiu d'actualitzar un model d'"esforç i valor". El comitè pretén perseguir l'economia col·lectiva a les comunes que "rega un suport complementari" i construir l'autoconfiança de les dones perquè puguin combatre el capitalisme.

#### Projectes
El Comitè Econòmic de la Dona fa cursos de formació als municipis, dissenyats per mostrar una alternativa al capitalisme, amb l'objectiu de donar a les dones la capacitat d'"entendre la seva veritable identitat econòmica, adonar-se que podrien tenir un paper important en l'economia de la societat i donar una cultura ecològica per a l'economia i la societat".
També s'han creat associacions cooperatives, supervisades per La Casa de les Associacions, per millorar la igualtat i donar suport econòmic als projectes locals. Aquests projectes es basen en necessitats regionals i els decideixen els membres. Cada associació té almenys 7 dones i, a partir del 2018, hi havia 86 associacions que donaven feina a 7.000 dones. Les associacions treballen per ser inclusives per a persones de tots els orígens, així com per combatre el racisme i la discriminació.
S'han creat altres cooperatives industrials i comercials centrades en la indústria avícola, làctia i formatgera, així com d'altres que es dediquen a la costura i confecció de roba.

#### Projectes Agrícoles
Kongreya Star ha creat cooperatives agrícoles en les quals només les dones són responsables de tota la feina agrícola (per exemple, el cultiu i la collita). Tot el treball es fa de manera orgànica, sense materials sintetitzats i a mà. Els beneficis de les explotacions es reparteixen a parts iguals entre els membres de la cooperativa. A Hassakeh, s'han dedicat 15.000 hectàrees de terra a aquestes cooperatives agrícoles de dones, així com 4.000 a Qamishli, i centenars de dones hi han trobat feina.

## Mitjans de comunicació i publicacions

### Comissió de Mitjans de Comunicació Femení
Abans de la revolució de Rojava, els mitjans kurds van ser fortament reprimits pel règim Baas en un esforç per promoure l'arabització i l'abolició de la cultura i la llengua kurda. Durant les seves carreres, el personal dels mitjans kurds es va enfrontar a càstigs legals, amenaces i, de vegades, fins i tot la mort. Des de la revolució de Rojava, els kurds han rebut una plataforma per participar als mitjans de comunicació i dispersar els punts de vista kurds a tothom. En els últims anys, especialment les dones s'han convertit en essencials per a la indústria.
L'abril de 2014 es va formar el Comitè de Mitjans de Comunicació de Dones. La conferència, a la qual van assistir periodistes i personal de mitjans de tot Rojava, va decidir crear un centre de comunicació per a dones al nord de Síria com a seu a través del qual les dones periodistes poguessin reunir-se i col·laborar. A partir del 2018, el 57% dels instituts de mitjans del nord de Síria eren dones.
El 3 d'agost de 2016 va tenir lloc la segona Conferència de Mitjans de Dones. Les resolucions que es van decidir a la conferència van ser: obrir una acadèmia de mitjans de comunicació per a dones i "establir un departament en àrab a l'agència de notícies per a dones... així com establir un departament per a dones a l'agència de notícies Hawar".

#### Objectius del Comitè
L'objectiu general del Comitè de Mitjans de Comunicació de les Dones és "definir i difondre els valors comunitaris democràtics de les dones, i transmetre la seva lluita i resistència per la seva llibertat, per la llibertat del seu poble i per les lluites revolucionàries de les dones a tot el món d'una manera efectiva". El comitè també es compromet a millorar les habilitats de les dones que treballen en l'àmbit dels mitjans de comunicació perquè puguin difondre millor un punt de vista alternatiu dels ideals democràtics radicals i l'alliberament de les dones.

#### Projectes
Sota el Comitè de Mitjans de Dones, Kongreya Star publica Asoya Jinê, una revista femenina que tracta "diversos temes que inclouen assumptes polítics i socials, entrevistes amb dones i un espai dedicat a les dones guerrilleres que han caigut en la lluita. També hi ha Kuncika Malame, un fòrum de lectors i seguidors per compartir sentiments, poemes, records i històries, així com un espai perquè les mares debatin sobre les manualitats".
El desembre de 2017, en col·laboració entre l'agència de notícies Jin i altres projectes de mitjans de comunicació femenins, es va iniciar una emissió en directe de Star FM.

## Comissió de Justícia de les Dones

### Mala Jin - Cases de dones
La primera casa de dones, un establiment "cívic i social" que treballa per "sensibilitzar les dones i els problemes familiars i resoldre els problemes socials i de drets humans que pateixen les dones". La primera casa de dones va ser creada el març de 2011 a Qamishli per dones que es van referir a elles mateixes com el "grup suïcida" per la seva determinació d'avançar cap a la justícia social.
A causa de la desconfiança i el sexisme interioritzat, les cases de dones no van ser populars al principi. No obstant això, la popularitat va anar creixent amb el temps a mesura que les dones van entendre que les institucions estaven allà per donar-les suport i defensar els seus drets. Les cases de dones són responsables de les disputes matrimonials i familiars. Els que no es poden liquidar a les cases de les dones passen als jutjats.
El novembre de 2011 va tenir lloc la primera conferència de cases de dones sota el lema "La justícia és un valor social sagrat". Al seminari, hi havia 135 representants de cases de dones de Jazira, Afrîn, Kobani, Damasc i Manbij.

### Comissió de resolució de problemes de les dones
S'han creat centenars de comitès de resolució de problemes a tots els municipis i s'encarreguen de formar persones sobre els sistemes judicials regionals i locals.

### El Consell de Dones per a la Justícia Social
El Consell de Dones per a la Justícia Social "supervisa totes les institucions judicials i socials, i supervisa totes les institucions judicials de dones a Rojava". Les dones tenen una participació del 50% en el sistema de justícia social, i "contribueixen a l'elaboració de projectes de llei democràtics relacionats amb les dones, els nens i les qüestions familiars".

#### Objectius del Consell de Dones per a la Justícia Social
Els objectius del consell són defensar els drets tant individuals com comunitaris, rebutjar els principis de la societat tradicional i el sistema internacional tradicional, lluitar contra totes les formes de "violència patriarcal tradicional contra les dones, com els crims d'honor", i abolir "l'autoritarisme masculí" per substituir-lo per "característiques socials que provenen de la naturalesa de la dona, com ara la igualtat, la cooperació, l'associació, la justícia i la lluita contra les ideologies autoritàries".
Des de l'any 2015 se celebren les jornades anuals del Consell de Dones per la Justícia Social.

## Altres Activitats

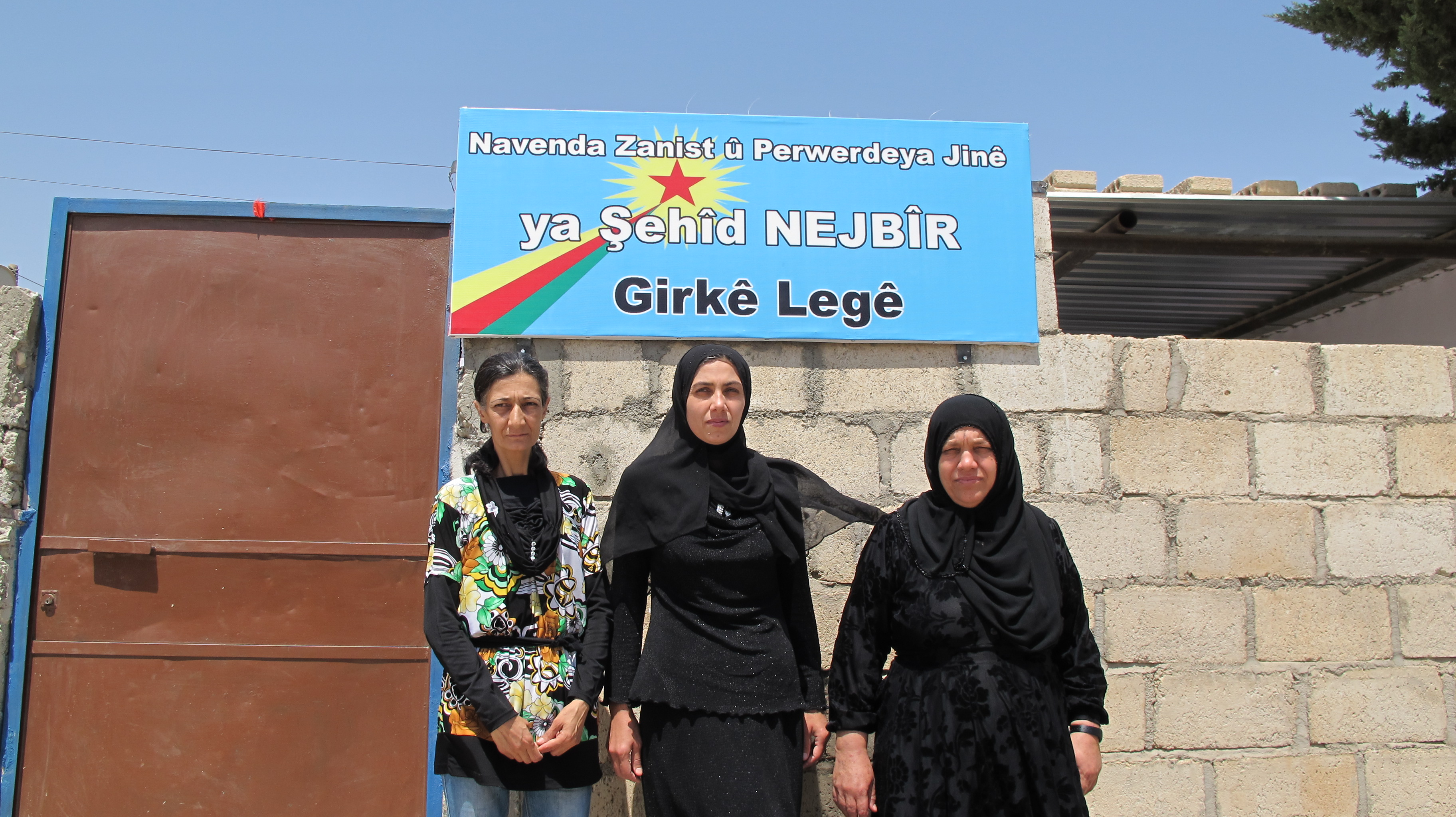
El centre de dones de Girke Lege ofereix serveis a supervivents de violència domèstica, agressions sexuals i altres formes de dany.

L'organització organitza altres projectes i activitats, com l'obertura d'un parc en honor a l'aniversari del líder kurd Abdullah Öcalan, campanyes i manifestacions contra els assassinats d'honor i la creació de cases segures per a les víctimes de violència domèstica.